# Slim Willet
Winston Lee Moore dit Slim Willet (Dublin (Texas), 1er décembre 1919-Abilene, 1er juillet 1966), est un auteur-compositeur-interprète américain.

## Biographie
Il fait ses études à l'université Hardin–Simmons d'Abilene est obtient en 1949 un diplôme de journalisme. Il commence alors à travailler comme disc jockey à la radio locale KRBC où il restera jusqu'en 1956 et forme un groupe nommé The Hired Hands.
Prenant son nom de scène de Slim Willet, il sort son premier single en 1950, Tool Pusher de Snyder. Le groupe se produit alors régulièrement sur scènes à Dallas, à la radio, à WFAA et à Louisiana Hayride (1951-1955). Slim Willet sort différents tubes comme Red Rose, No Love Song to You et Don't Let the Stars Get in Your Eyes (en) qui devient en 1952 un grand succès chanté par Perry Como et Skeets McDonald.
En 1954, Slim Willet fonde son propre label, Winston. Il meurt d'une crise cardiaque le 1er juillet 1966.
Il est introduit au Country Music DJ Hall of Fame en 1994.

## Discographie
Album
- Slim Willet, White Label, 1959
- Texas Oil Patch Songs, 1962
- Boppin’ Hillbilly Series – Slim Willet (NL), 2003

Singles
| Jahr | Titel                                                             | Plattenfirma    |
| ---- | ----------------------------------------------------------------- | --------------- |
| 1952 | Hadacol Corners / Don’t Let The Stars Get In Your Eyes            | 4 Star Records  |
| 1953 | Let Me Know / My Love Song For You                                | 4 Star Records  |
| 1953 | Red Rose / Live While You’re Young                                | 4 Star Records  |
| 1953 | Hungry Slim / Villa Cuna                                          | 4 Star Records  |
| 1953 | Hard To Love Just One / A Little Bluebird Keeps Singin’           | 4 Star Records  |
| 1953 | Shibuya / Don’t Waste Your Heart                                  | 4 Star Records  |
| 1954 | Star Light Waltz /?                                               | Winston Records |
| 1954 | Will There Be Stars In My Crown / Life Today As You Know          | 4 Star Records  |
| 1954 | Leave Me Alone /?                                                 | Winston Records |
| 1954 | Leave Me Alone Now / Starlight Waltz                              | Decca Records   |
| 1954 | Lonely Tide / Don’t Laugh At me Now                               | 4 Star Records  |
| 1955 | Love Me Baby / When Lovers Go By                                  | 4 Star Records  |
| 1955 | Mati Hari / Tell Me Now                                           | 4 Star Records  |
| 1955 | When Nobody Cares / Tall Men                                      | 4 Star Records  |
| 1956 | It Ain’t Gonna Rain /?                                            | 4 Star Records  |
| 1957 | Ain’t Goin’ Home / My Sad Heart (als „Telli-W-MILS, The FAT CAT“) | Winston Records |
| 1957 | Pandemonium (Instr.) / Crazy, Crazy (Over You)                    | Winston Records |
| 1958 | Benguela / Sneaky Pete (als „Telli-W-MILS, The FAT CAT“)          | Winston Records |
| 1958 | Benguela / Sneaky Pete                                            | Carlton Records |
| 1959 | Abilene Waltz /?                                                  | Winston Records |
| 1966 | You’re The Only Woman /?                                          | Winston Records |